# Satsuma (provincie)
Satsuma (薩摩国, Satsuma-no Kuni) is een voormalige provincie van Japan, gelegen in de huidige prefectuur Kagoshima. Satsuma lag naast de provincies Osumi, Hyuga en Higo.

Kaart met de voormalige Japanse provincies (1868) met Satsuma in het rood

Satsuma staat onder andere bekend om 
- het Satsuma-porselein;
- de platte mandarijn satsuma;
- de lokale zoete aardappels; deze staan in Japan bekend als 薩摩芋 (satsumaimo of "Satsuma aardappel").

Aki · Awa (Kanto) · Awa (Shikoku) · Awaji · Bingo · Bitchu · Bizen · Bungo · Buzen · Chikugo · Chikuzen · Chishima · Dewa · Echigo · Echizen · Etchu · Fusa · Harima · Hi · Hida · Hidaka · Higo · Hitachi · Hizen · Hoki · Hyuga · Iburi · Iga · Iki · Inaba · Ise · Ishikari · Iwaki (718) · Iwaki (1868) · Iwami · Iwase · Iwashiro · Iyo · Izu · Izumi · Izumo · Kaga · Kai · Kawachi · Kazusa · Keno · Kibi · Kii · Kitami · Koshi · Kozuke · Kushiro · Mikawa · Mimasaka · Mino · Musashi · Mutsu · Nagato · Nemuro · Noto · Oki · Omi · Oshima · Osumi · Owari · Rikuchu · Rikuzen · Riukiu · Sado · Sagami · Sanuki · Satsuma · Settsu · Shima · Shimōsa · Shimotsuke · Shinano · Shiribeshi · Suo · Suruga · Suwa · Tajima · Tamba · Tane · Tango · Teshio · Tokachi · Tosa · Totomi · Toyo · Tsukushi · Tsushima · Ugo · Uzen · Wakasa · Yamashiro · Yamato · Yoshino